# Yayoi (Schiff, 1926)
Die Yayoi (jap. 弥生, dt. „März“) war ein Zerstörer der Mutsuki-Klasse der Kaiserlich Japanischen Marine.

## Geschichte
Das Schiff wurde von der Uraga Dock Co. gebaut und lief am 11. Juli 1925 vom Stapel. Die Indienststellung erfolgte am 28. August 1926 und am 1. August 1928 wurde es auf den Namen Yayoi getauft, da er vorher nur mit einer Nummer (Nr. 23) benannt wurde. 
Im Pazifikkrieg nahm das Schiff unter anderem an der Schlacht um Wake, der Operation MO, sowie der Schlacht bei den Ost-Salomonen (wo Überlebende der Mutsuki aufgenommen wurden) teil. Während der Evakuierung von japanischen Truppen im Rahmen der Operation Ke wurde das Schiff am 11. September 1942 von US-amerikanischen Flugzeugen angegriffen und bei 8° 45′ S, 151° 25′ O aufgegeben. Die Mochizuki und die Isokaze nahmen später 88 Überlebende von der Insel Normanby auf.

## Literatur

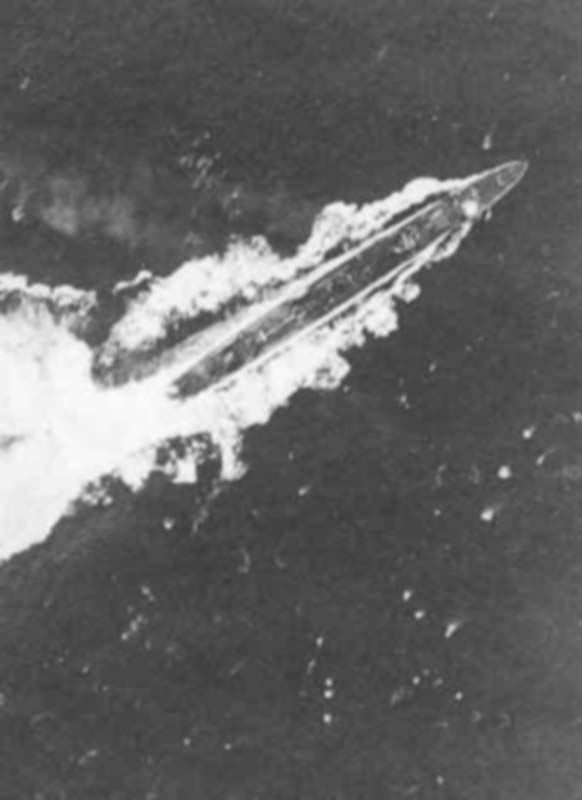
Der Angriff auf die Yayoi (11. September 1942)